# Home Planet -地球こそ私の家
「Home Planet -地球こそ私の家」（ホーム プラネット ちきゅうこそ わたしのいえ）は、渡辺美里と佐野元春のシングル。1990年8月22日にEPIC/SONY RECORDSから発売された。

## 概要
TBS「宇宙プロジェクト」トータルテーマソングとして発売された。
演奏は、佐野のバックバンドであるTHE HEARTLANDが担当している。

## 収録曲
1. Home Planet -地球こそ私の家　(6:18)
作詞・作曲・編曲：佐野元春
2. Home Planetのテーマ　(6:09) 
RE-MIXED BY MOTO 'LION' SANO